# Matthew L. Eichburg

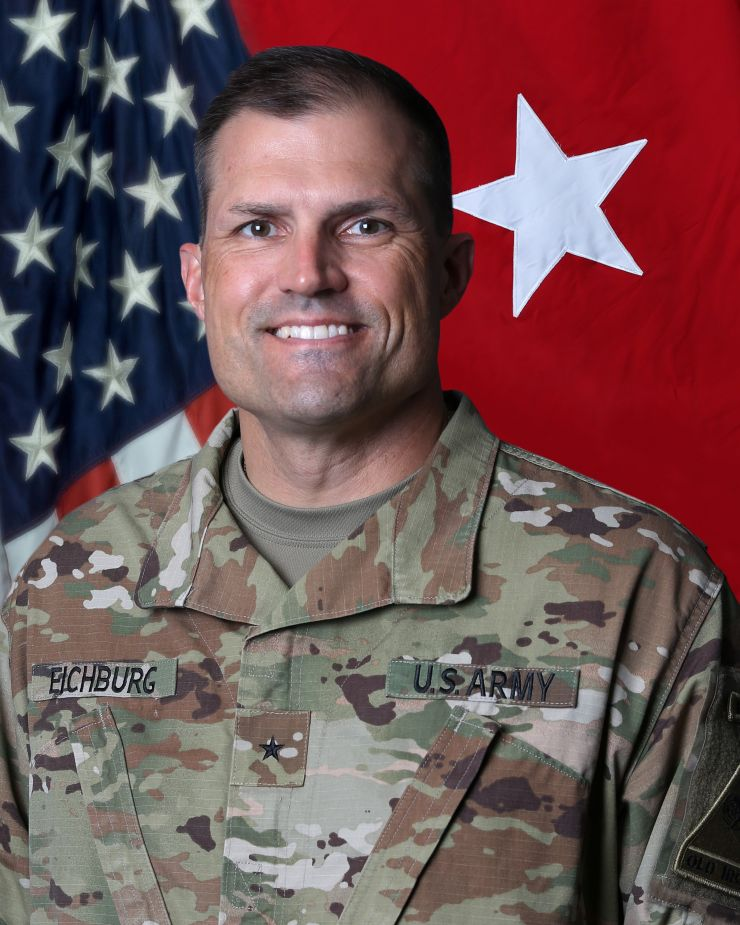
Matthew L. Eichburg

Matthew L. Eichburg (* um 1971 in Warren, Macomb County, Michigan) ist ein Brigadegeneral der United States Army. Er war unter anderem kommissarischer Kommandeur der 1. Panzerdivision.
In den Jahren 1989 bis 1993 besuchte er die United States Military Academy in West Point. In der Armee durchlief er anschließend alle Offiziersränge vom Leutnant bis zum Brigadegeneral.
Im Lauf seiner militärischen Karriere absolvierte Matthew Eichburg verschiedene Kurse und Schulungen. Dazu gehörten unter anderem der Armor Officer Basic Course, der Armor Officer Advanced Course, das Command and General Staff College, die School of Advanced Military Studies und das United States Army War College. Außerdem erhielt er einen akademischen Grad von der University of Saint Mary und der Harvard University.
In seinen jüngeren Jahren absolvierte er den für Offiziere in den niederen Rangstufen üblichen Dienst in unterschiedlichen Einheiten und Standorten. Dazu gehörten auch Aufgaben als Stabsoffizier in diversen Hauptquartieren. In der Folge kommandierte er verschiedene militärische Einheiten auf unterschiedlichen Ebenen. Zwischen 1993 und 1997 war er in Vilseck in Bayern stationiert, wo er in einer Infanterieeinheit diente. Es folgte eine Versetzung zum Stab der 1. Brigade der 1. Kavalleriedivision (Panzer). Dort gehörte er in den Jahren 1997 bis 1999 der Abteilung für Logistik und Nachschub an. Dabei war Eichburg zwischenzeitlich auch in Bosnien eingesetzt, wo die 1. Kavalleriedivision an der SFOR Mission beteiligt war.
Nach zwischenzeitlich anderen Verwendungen war Eichburg wiederholt in Baumholder stationiert. Von dort wurde er zunächst in den Irak und später nach Afghanistan versetzt. In Afghanistan bzw. in Baumholder war er zwischen Mai 2010 und Februar 2012 Kommandeur eines Infanteriebataillons. Nach seinem anschließenden Studium am United States Army War College in Pennsylvania wurde er Stabsoffizier beim I. Korps in Fort Lewis im Bundesstaat Washington. Diese Aufgabe nahm er zwischen Juni 2013 und Februar 2014 wahr.
Anschließend wurde er nach Südkorea versetzt wo er zwischen Februar 2014 und Juni 2015 eine Brigade der 2. Infanteriedivision kommandierte. Nach dem Ende dieses Kommandos blieb er in Südkorea und wurde Stabschef der 8. Armee. Dieses Amt bekleidete er zwischen Juni 2015 und Mai 2016. Es folgte eine Versetzung zum Stab des United States Army Training and Doctrine Commands in Virginia, dem er zwischen Mai 2016 und März 2018 angehörte. Danach war er bis Juni 2019 als Post-Senior Service College Fellow an der Harvard University.
Es folgte eine Versetzung zum Fort Bliss in Texas wo Matthew Eichberg bei der 1. Panzerdivision zunächst bis zum Juni 2020 deren Stabsabteilung G4 für Logistik und Nachschub und dann bis zum Juni 2021 die Abteilung G3 für Operationen leitete. Während dieser Zeit war er zwischen Juli und September 2020 auch kommissarischer Divisionskommandeur. Im Juli 2021 wurde er zur 3. Armee versetzt, die auch unter dem Namen US Army Forces Central Command bekannt ist. Dort übernahm er das Amt des Stabschefs, das er bis heute (Mai 2024) innehat.

## Daten der Beförderungen
| Abzeichen | Rang               | Jahr              |
| --------- | ------------------ | ----------------- |
|           | Second Lieutenant  | 29. Mai 1993      |
|           | First Lieutenant   | 29. Mai 1995      |
|           | Captain            | 1. Juni 1997      |
|           | Major              | 1. September 2003 |
|           | Lieutenant Colonel | 1. August 2008    |
|           | Colonel            | 1. November 2013  |
|           | Brigadier General  | 2. Juli 2020      |

## Orden und Auszeichnungen
Matthew Eichburg erhielt im Lauf seiner militärischen Laufbahn unter anderem folgende Auszeichnungen:
- Legion of Merit
- Bronze Star Medal
- Meritorious Service Medal
- Army Commendation Medal
- Army Achievement Medal